# Chabris
Chabris é uma comuna francesa na região administrativa do Centro, no departamento Indre. Estende-se por uma área de 41,11 km². Em 2010 a comuna tinha 2 799 habitantes (densidade: 68,1 hab./km²).